# Miercurea Nirajului
Miercurea Nirajului (în maghiară Nyárádszereda, în germană Sereda) este un oraș în județul Mureș, Transilvania, România, format din localitățile componente Beu, Dumitreștii, Lăureni, Miercurea Nirajului (reședința), Moșuni, Șardu Nirajului, Tâmpa și Veța.

## Geografie
Orașul Miercurea Nirajului se găsește pe cursul mijlociu al râului Niraj, la confluența acestuia cu Nirajul Mic, pe drumul județean Târgu Mureș - Miercurea Nirajului - Sovata.

## Istoric

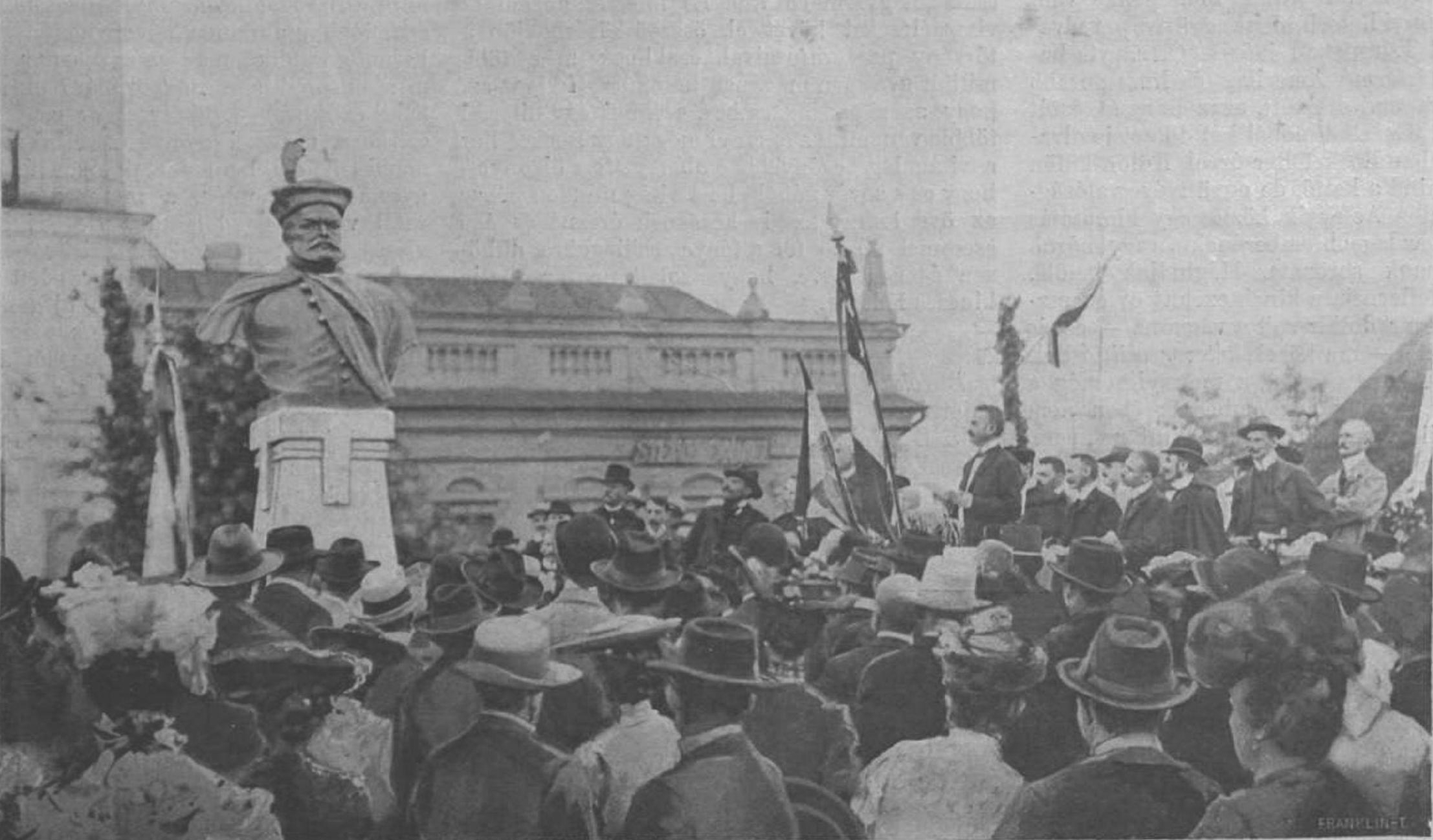
Dezvelirea bustului lui Ștefan Bocskai din centrul localității (1906)

Potrivit săpăturilor arheologice, orașul a fost locuit încă din epoca neolitică. Pe teritoriul localității Miercurea Nirajului au fost găsite topoare de piatră (2000 - 1700 î.Ch.), monezi bizantine din epoca împăratului Iustinian, un denar din domnia lui Iulius Cezar, iar hotarul satelor Beu și Moșuni este traversat de drumul roman spre castrul din Călugăreni.
Localitatea a fost atestată documentar în anul 1493 cu numele de Oppidum Zereda (Târgul de miercuri) în hrisovul voievodului László Losonczi⁠(fr)[traduceți]. Documentul menționează că localitatea deține rangul de oraș și totodată garantează privilegiile deținute de Miercurea Nirajului. De-a lungul secolelor localitatea a fost menționată în documente sub următoarele denumiri: Judicis Juratorum Ciuium ac vniversitatis Incolarum oppidi nostri Maros Zereda (1570), oppidum siculicalium Zerda (1572), Zerda (1602), Szereda (1827).
Leopold al II-lea a permis printr-un ordin ținerea a trei târguri naționale în fiecare an.
În urma Reformei Protestante, locuitorii orașului au devenit reformați.
Pe Harta Iosefină a Transilvaniei din 1769-1773 (Sectio 144), localitatea a apărut sub numele de „Szereda”. 
Miercurea Nirajului a fost pentru mult timp cel mai important oraș din Scaunul Mureș. Până în 1745 aici erau ținute ședințele consiliului scaunului secuiesc, deoarece între Târgu Mureș, deținătorul titlului de oraș liber regesc, și conducerea structurii administrative a fost mult timp un conflict politic și economic. În urma reformei adminstrative din 1876, scaunele secuiești și săsești, juridic autonome, au fost desființate și apoi încorporate în cele 15 comitate noi. Astfel, orașul Târgu Mureș, care până atunci a fost capitala oficială a scaunului Mureș, a devenit reședința comitatului Mureș-Turda. Noua entitate administrativă a inclus vechiul scaun secuiesc și o parte din regiunea Turda. Totodată, în 1876, ca urmare a hotărârii guvernului de la Budapesta, Miercurea Nirajului a fost retrogradată la rangul de comună și a devenit reședința districtului creat din localitățile limitrofe. În perioada dualismului a fost construită cele două aripi ale bisericii reformate și Judecătoria de plasă.
Prin Legea nr.263 din 13 iunie 2003 comuna Miercurea Nirajului a devenit din nou oraș.

## Etimologie
Denumirea „Miercurea Nirajului” provine de la râul Niraj și de la târgul organizat în localitate în fiecare zi de miercuri.

## Demografie
Componența etnică a orașului Miercurea Nirajului
     Maghiari (77,91%)
     Români (8,29%)
     Romi (6,46%)
     Alte etnii (0,06%)
     Necunoscută (7,28%)
Componența confesională a orașului Miercurea Nirajului
     Reformați (48,12%)
     Romano-catolici (14,13%)
     Ortodocși (10,84%)
     Fără religie (6,13%)
     Unitarieni (4,73%)
     Martori ai lui Iehova (3,93%)
     Adventiști (3,49%)
     Alte religii (0,92%)
     Necunoscută (7,7%)
Conform recensământului efectuat în 2021, populația orașului Miercurea Nirajului se ridică la 5.414 locuitori, în scădere față de recensământul anterior din 2011, când fuseseră înregistrați 5.554 de locuitori. Majoritatea locuitorilor sunt maghiari (77,91%), cu minorități de români (8,29%) și romi (6,46%), iar pentru 7,28% nu se cunoaște apartenența etnică. Din punct de vedere confesional, cei mai mulți locuitori sunt reformați (48,12%), cu minorități de romano-catolici (14,13%), ortodocși (10,84%), fără religie (6,13%), unitarieni (4,73%), martori ai lui Iehova (3,93%) și adventiști (3,49%), iar pentru 7,7% nu se cunoaște apartenența confesională.

## Politică și administrație
Orașul Miercurea Nirajului este administrat de un primar și un consiliu local compus din 15 consilieri. Primarul, Sándor Tóth[*], de la Uniunea Democrată Maghiară din România, este în funcție din octombrie 2020. Începând cu alegerile locale din 2024, consiliul local are următoarea componență pe partide politice:
|  | Partid                                 | Consilieri | Componența Consiliului | Componența Consiliului | Componența Consiliului | Componența Consiliului | Componența Consiliului | Componența Consiliului | Componența Consiliului | Componența Consiliului | Componența Consiliului | Componența Consiliului | Componența Consiliului | Componența Consiliului |
|  | -------------------------------------- | ---------- | ---------------------- | ---------------------- | ---------------------- | ---------------------- | ---------------------- | ---------------------- | ---------------------- | ---------------------- | ---------------------- | ---------------------- | ---------------------- | ---------------------- |
|  | Uniunea Democrată Maghiară din România | 12         |                        |                        |                        |                        |                        |                        |                        |                        |                        |                        |                        |                        |
|  | Alianța Maghiară din Transilvania      | 2          |                        |                        |                        |                        |                        |                        |                        |                        |                        |                        |                        |                        |
|  | Partidul Național Liberal              | 1          |                        |                        |                        |                        |                        |                        |                        |                        |                        |                        |                        |                        |

## Simboluri
Actuala stemă orașului Miercurea Nirajului a fost adoptată de Guvernul României în 2021 cu numărul 775. Stema se compune dintr-un scut triunghiular cu marginile rotunjite, în al cărui câmp albastru se află un leu, întors spre dextra, rampant și leopardat, de aur, cu limba roșie scoasă, ținând cu laba dextră ridicată o săgeată de argint, care trece prin ochii animalului, de la dextra la senestra. Elementul heraldic derivă din stema familiei Bocskai și amintește de faptul că Ștefan Bocskai a fost ales principe al Transilvaniei la Miercurea Nirajului la 21 februarie 1605. Talpa scutului este tăiată printr-o bandă undată, de argint care simbolizează râul Niraj, care străbate orașul și de la care derivă denumirea sa.

## Educație
În orașul Miercurea Nirajului există următoarele unități de învățământ:
- Liceul Teoretic „Bocskai István”
- Școala Generală „Deák Farkas”
- Școala Generală din Șardu Nirajului

## Obiective turistice

### Biserica reformată din Piața Bocskai
Prima biserică din Miercurea Nirajului a fost construită în secolul al XV-lea în stil gotic. În timpul Reformei Protestante, populația orașului a devenit în majoritate reformată, motiv pentru care fost schimbat și cultul bisericii. Ca urmare a creșterii populației și a puterii economice a localității, prezbiteriatul a decis demolarea vechiului lăcaș de cult și ridicarea unuia nou care să domine piața centrală unde erau ținute târgurile. Noua biserică a fost construită în 1838 și avea inițial o navă principală, căreia i s-a adăugat în 1898 un turn cu o navă secundară, unde a fost amenajat oficiul parohial. Astfel construcția neoclasicistă are forma unei cruci în T.

### Biserica reformată din Sântana Nirajului
Biserica medievală din Sântana Nirajului a fost construită în secolul al XIV-lea și s-a păstrat în forma inițială. Clădirea are o singură navă, care este orientată către sud-vest.

### Bustul lui Ștefan Bocskai
Monumentul realizat de sculptorul Géza Horváth  a fost dezvelit în centrul orașului Miercurea Nirajului la 7 iunie 1906, cu ocazia aniversării a 300 de ani de la semnarea Tratatului de la Viena⁠(en)[traduceți] (1606) între Ștefan Bocskai, principele Transilvaniei, și Rudolf al II-lea, împăratul Sfântului Imperiu Roman. În 1997 a fost reașezat pentru a treia oară pe amplasamentul inițial, fiind dezvelit în cadrul unei ceremonii la care au participat numeroase persoane.

### Altele

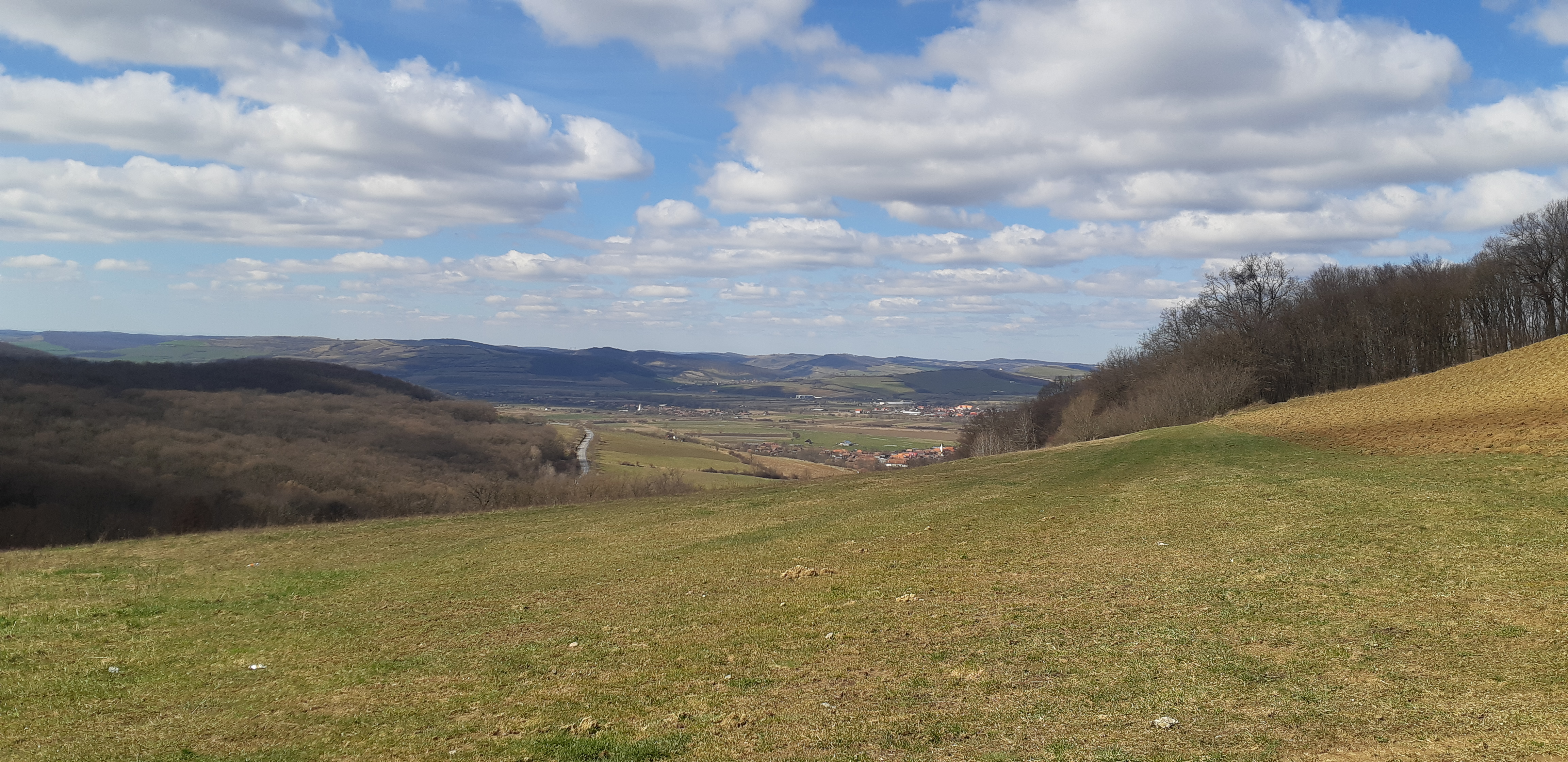
Panoramă de la punctul de maxim altitudinal al DJ135A (dintre Rigmani și Sântana), a localității.

- Biserica de lemn cu hramul „Sfinții Arhangheli Mihail și Gavriil” ( MS-II-m-A-15720)
- Biserica reformată din Moșuni ( MS-II-m-A-15729)
- Fosta judecătorie de plasă ( MS-II-m-B-15723)
- Bustul prințului Csaba
- Bustul lui Farkas Deák
- Malul Nirajului

## Personalități
- Lajos Huszár⁠(hu)[traduceți] (1906-1987), istoric, cercetător în numismatică
- Rozália Rekita⁠(hu)[traduceți] (n. 1960), actriță
- Csilla T. Szabó⁠(hu)[traduceți] (n. 1968), filolog

## Imagini

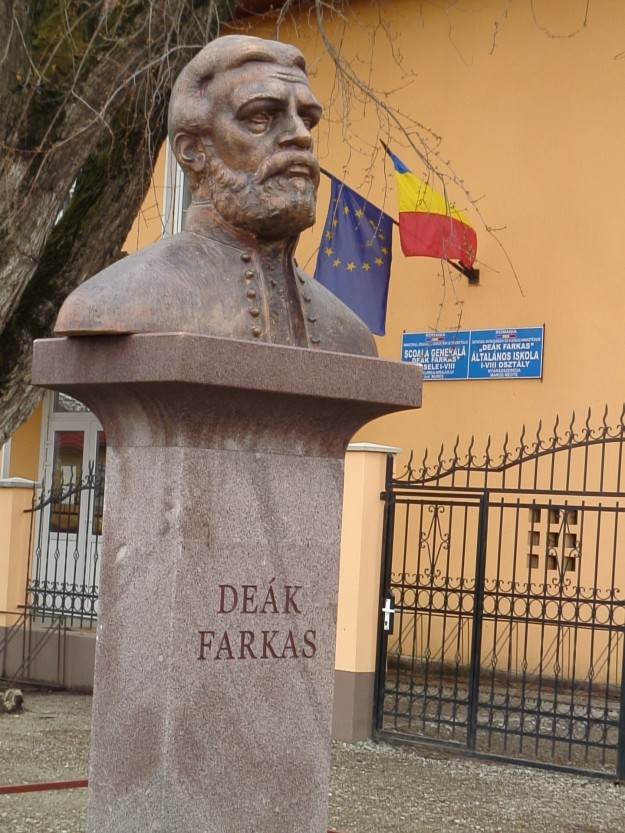
Bustul lui Farkas Deák
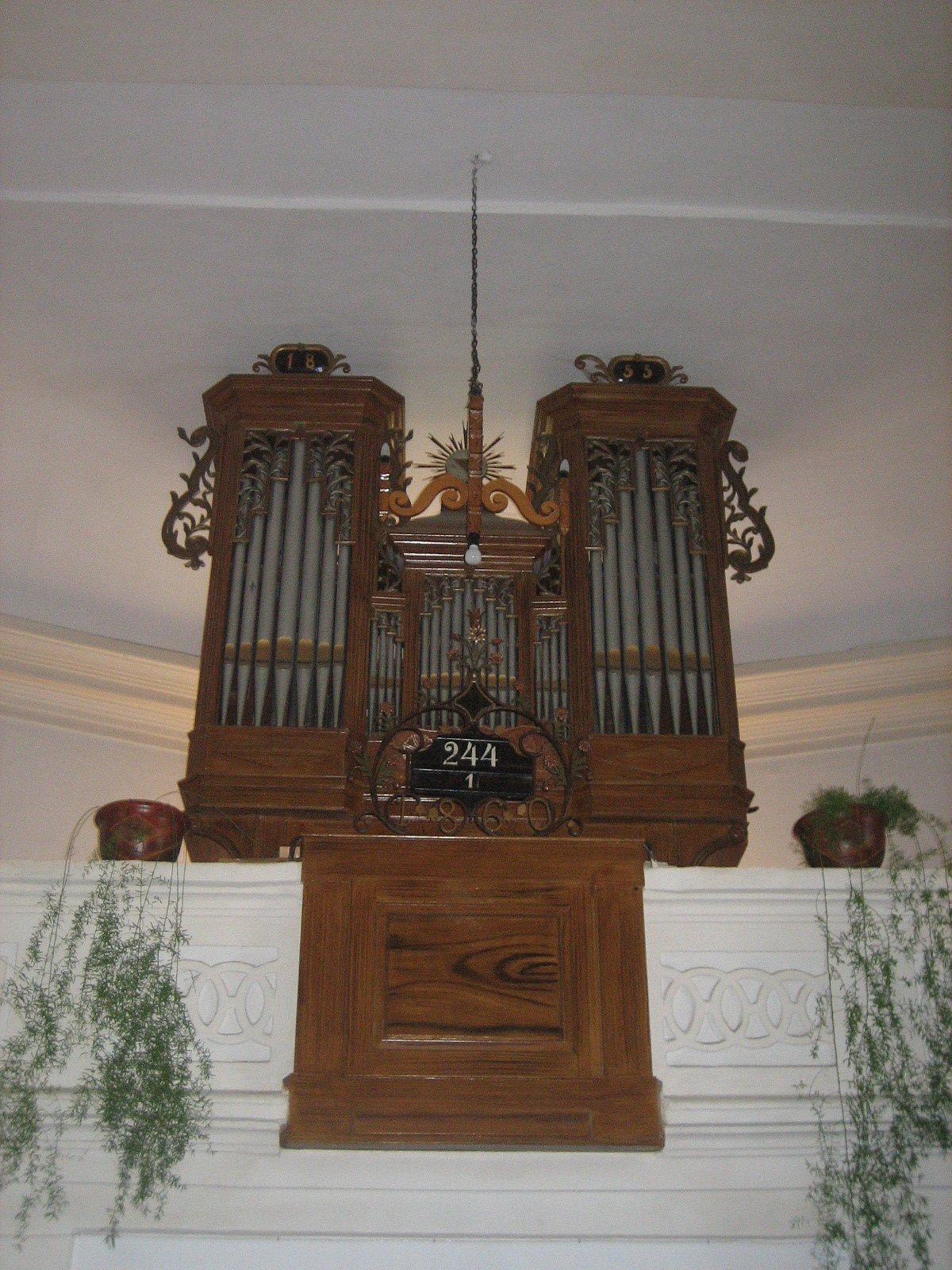
Orga bisericii reformate
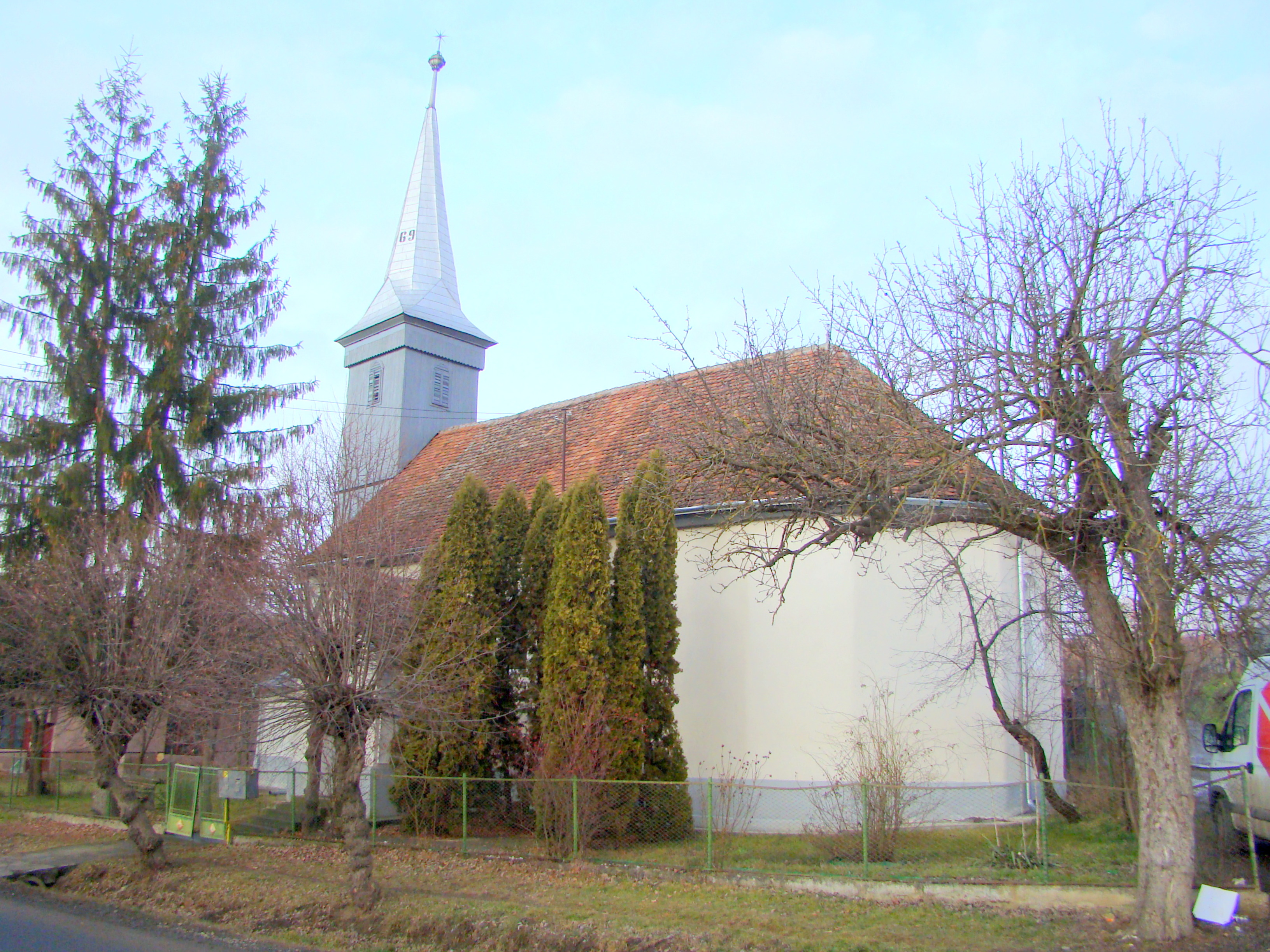
Biserica reformată din satul Tâmpa
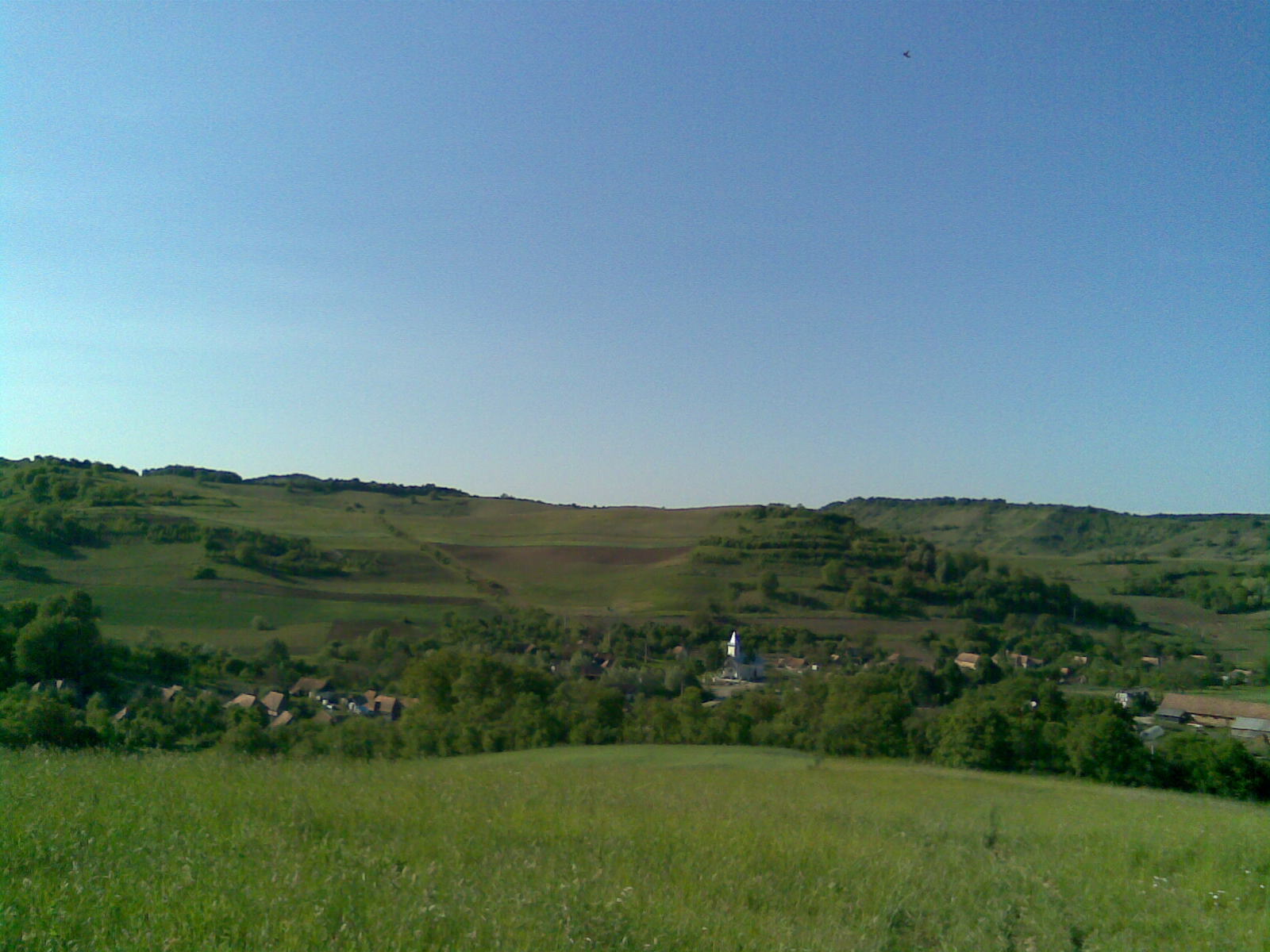
Satul Veţa
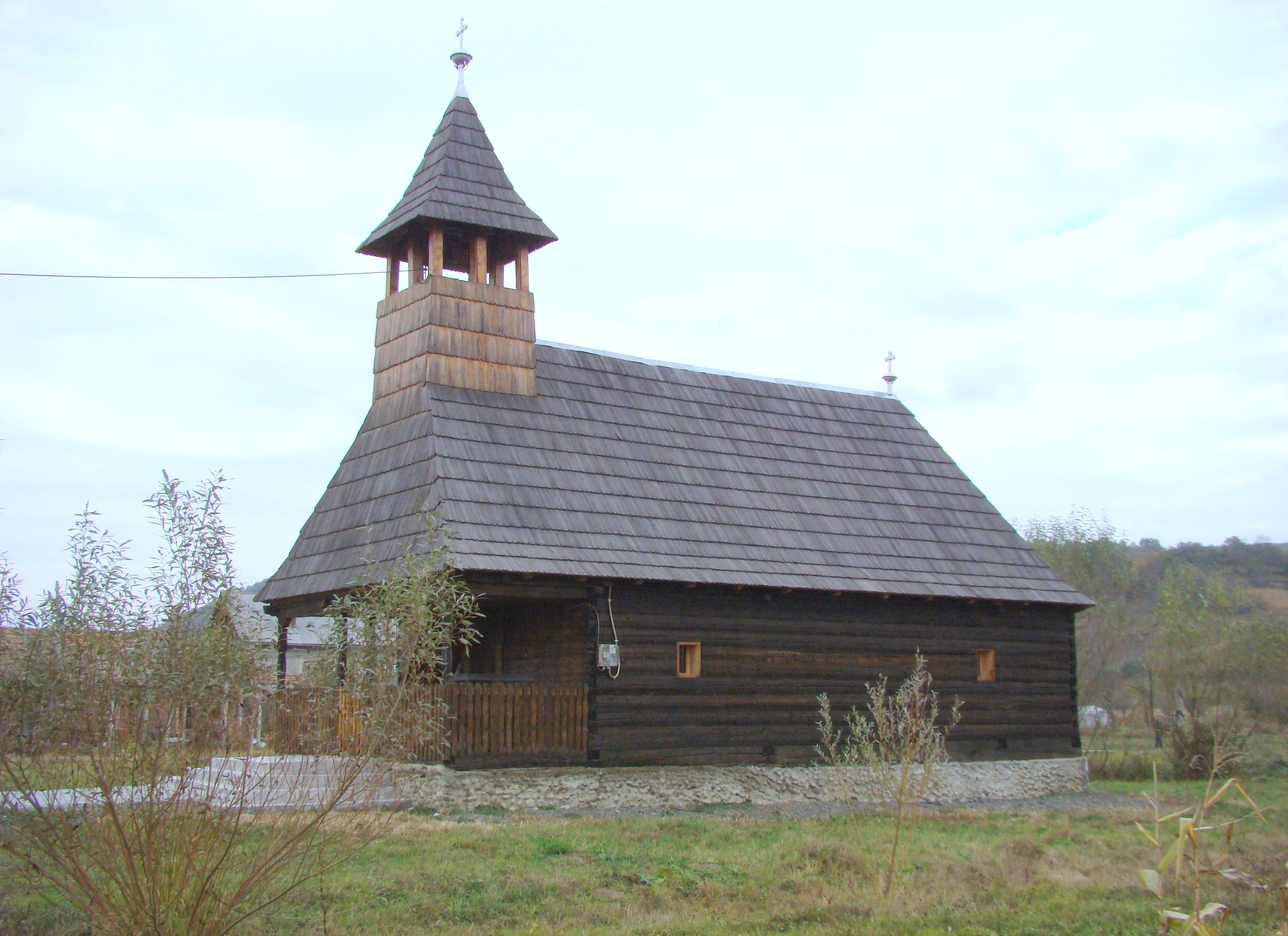
Biserica de lemn din Miercurea Nirajului (monument istoric)
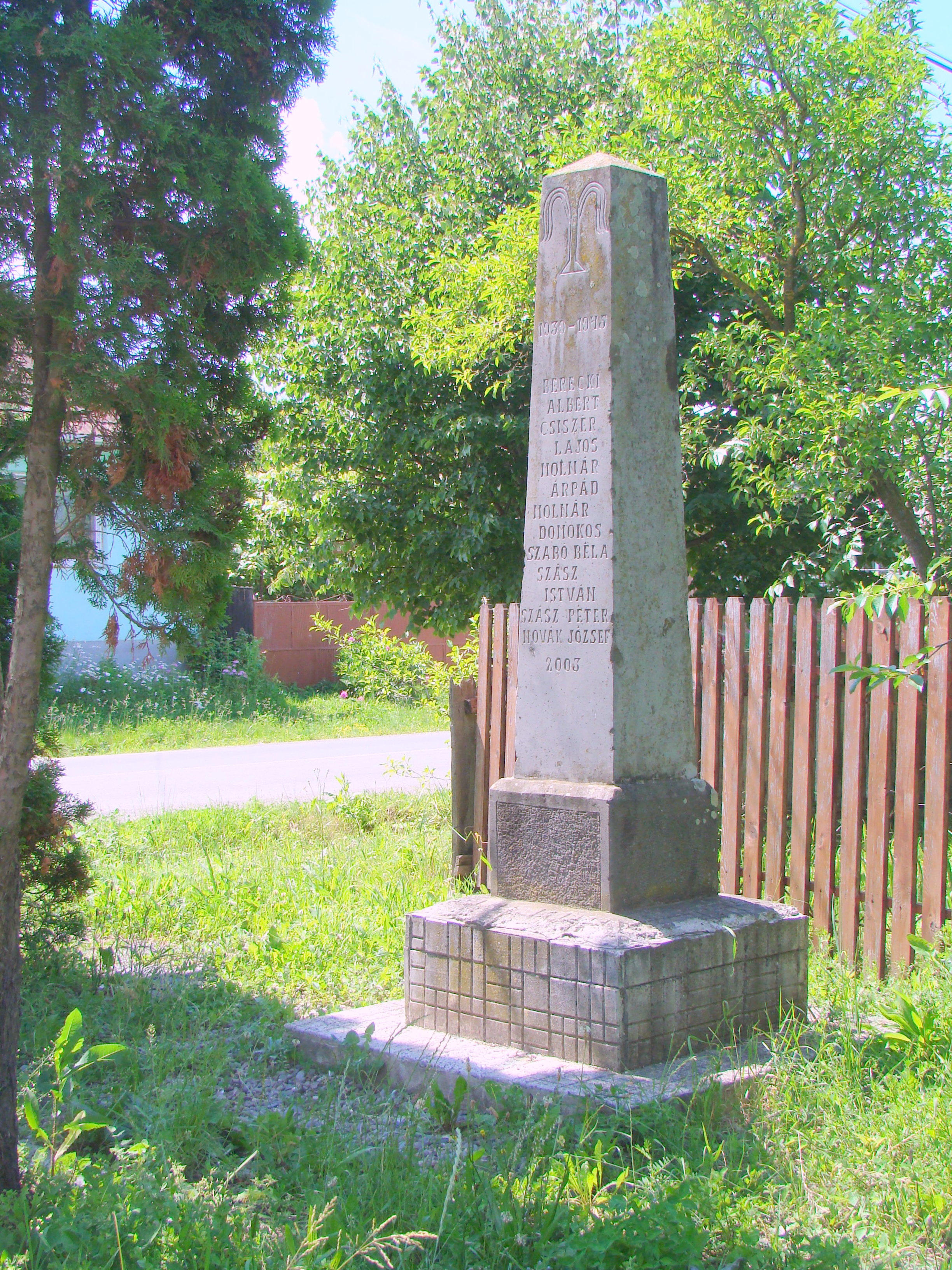
Monumentul Eroilor din Sântana Nirajului
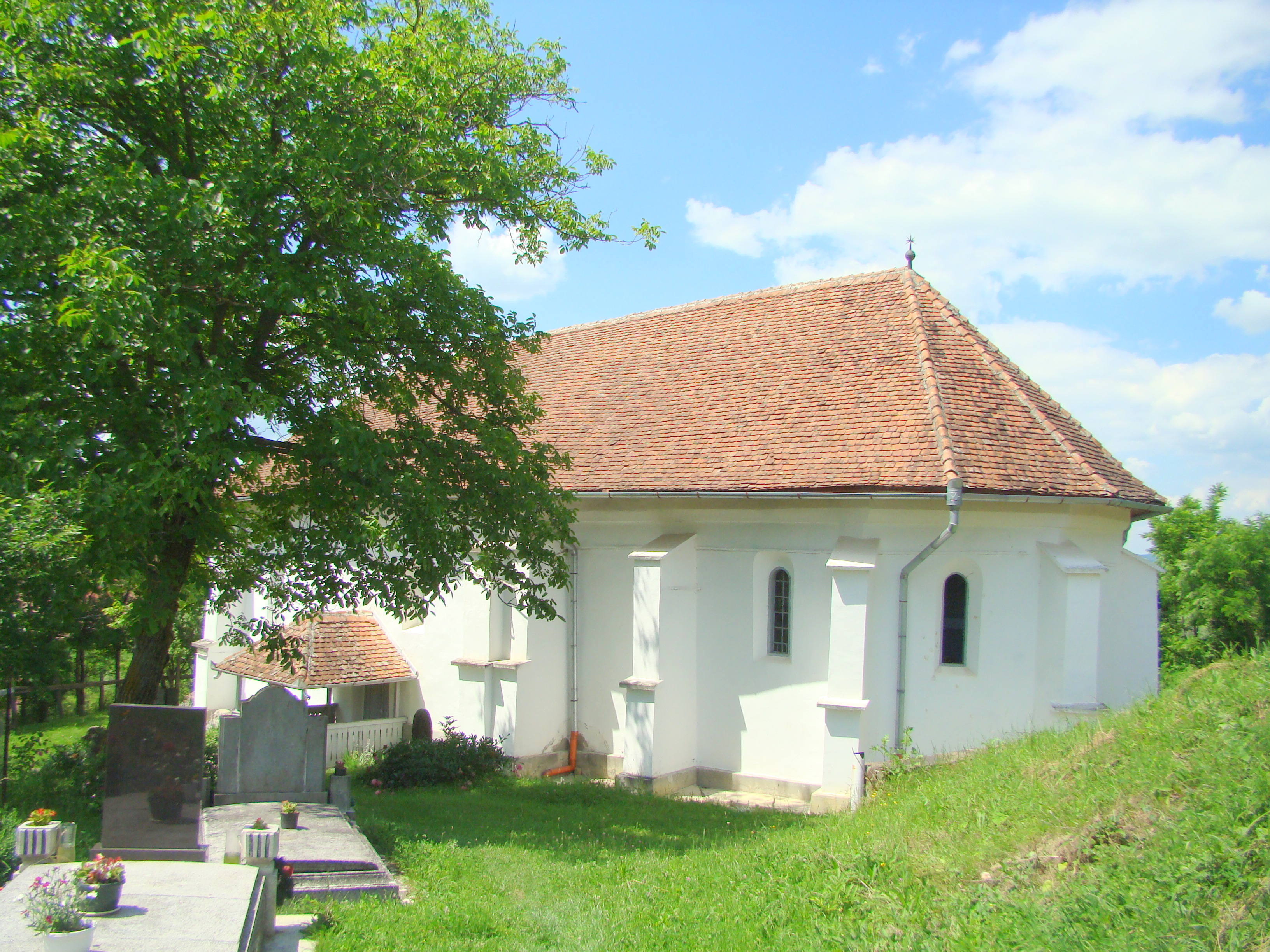
Biserica reformată din Sântana Nirajului (secolul XV)
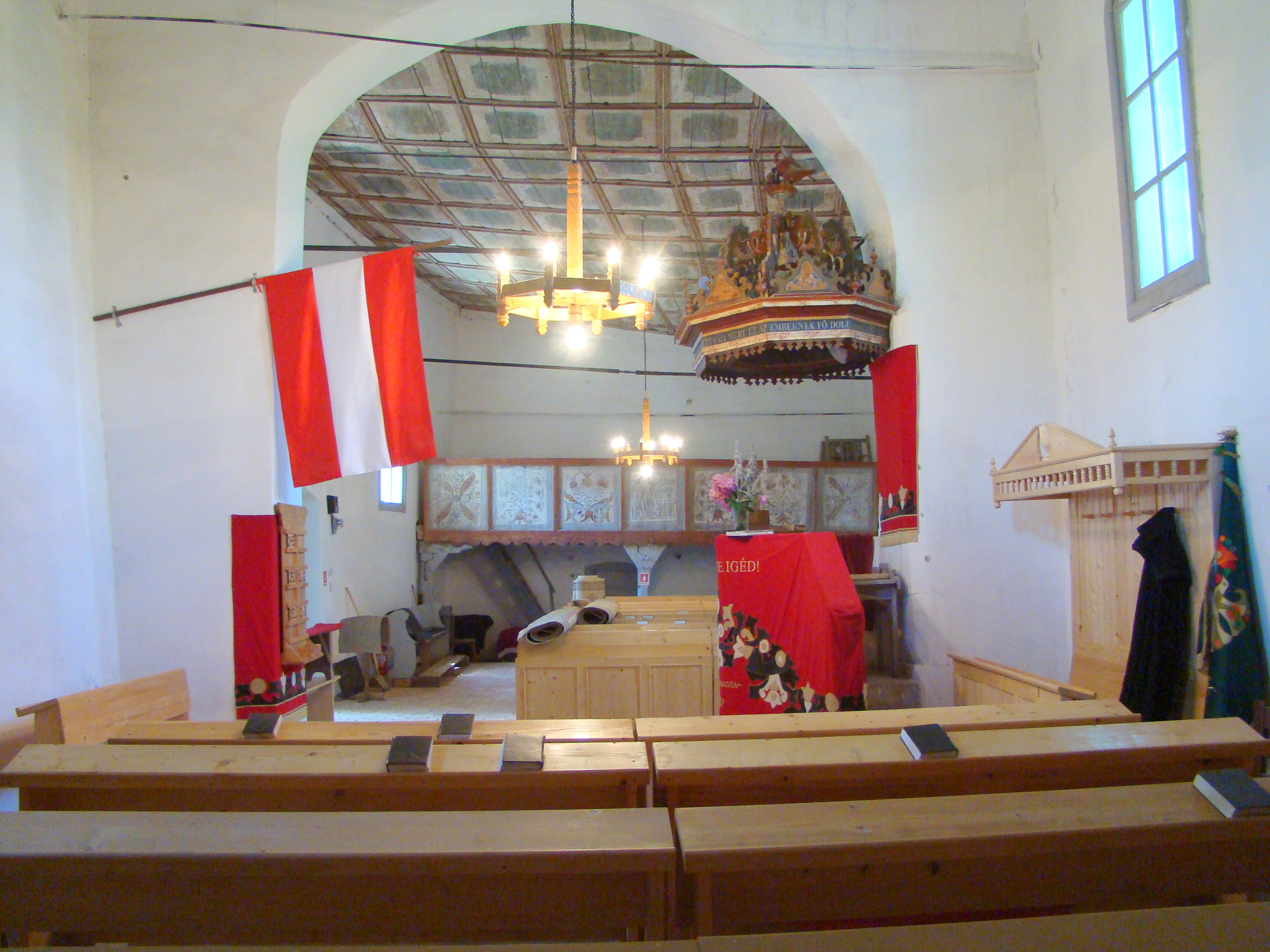
Biserica reformată din Sântana Nirajului (monument istoric)
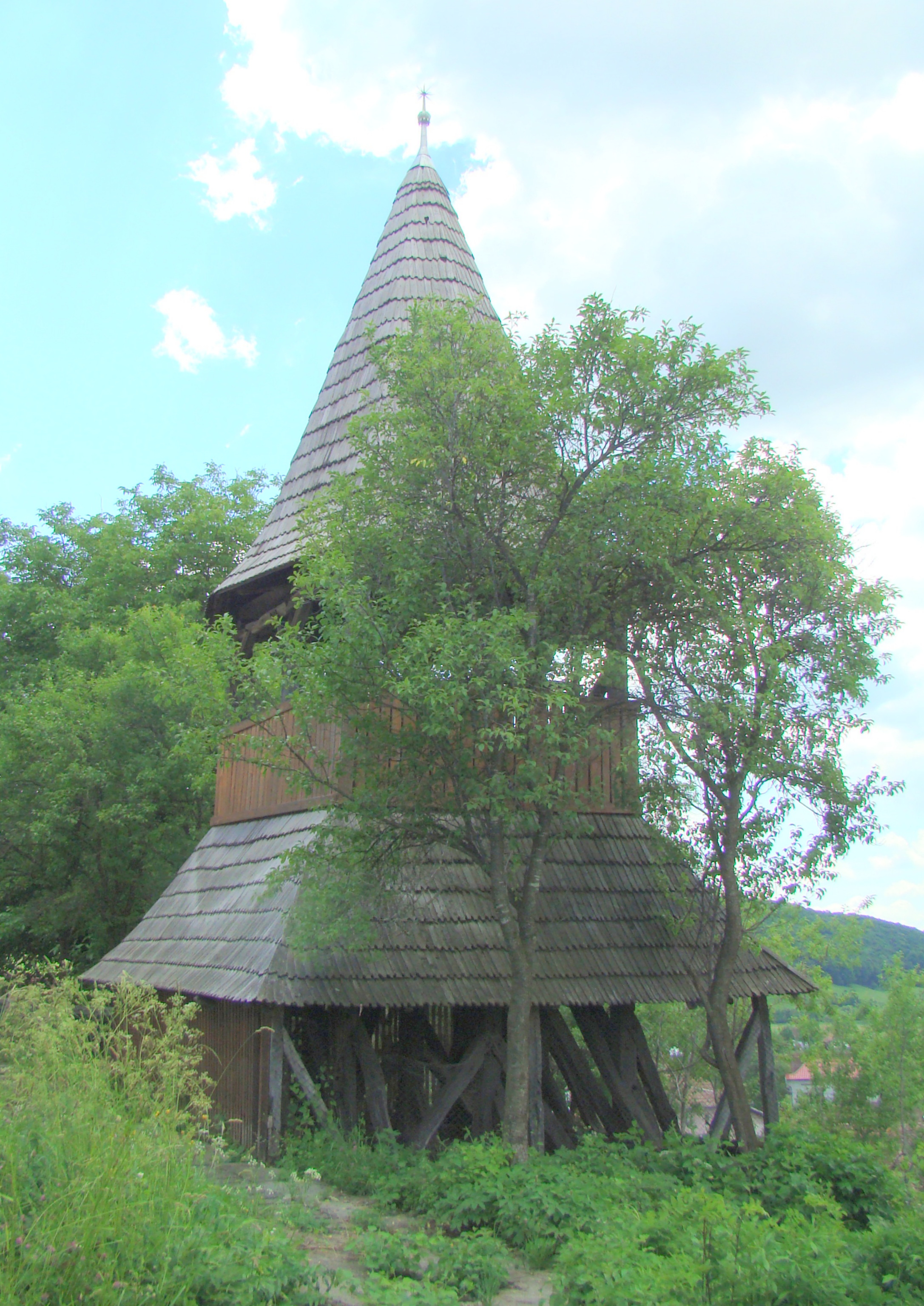
Clopotnița din lemn a bisericii reformate din Sântana Nirajului (monument istoric)
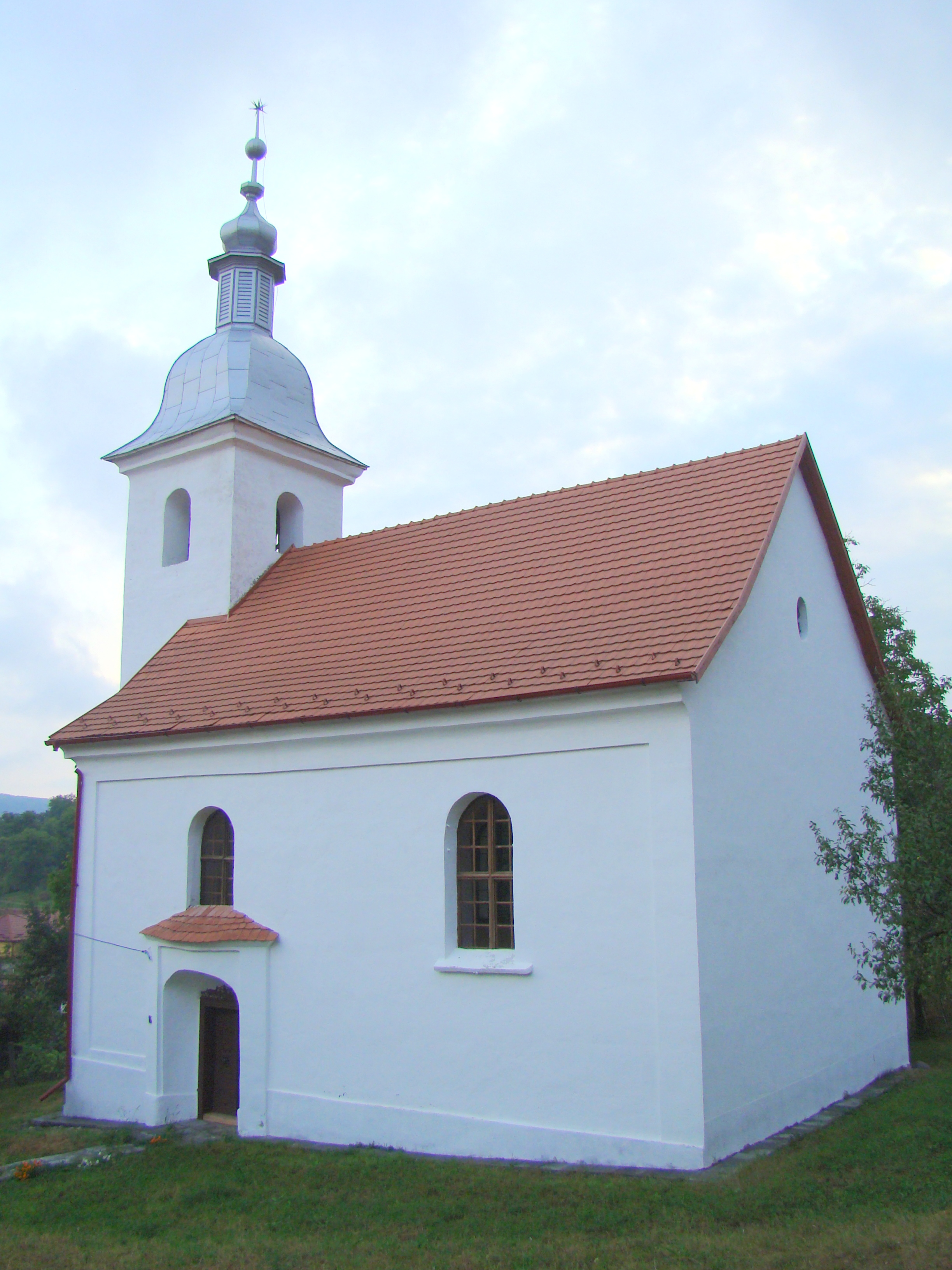
Biserica reformată din Moșuni (monument istoric)
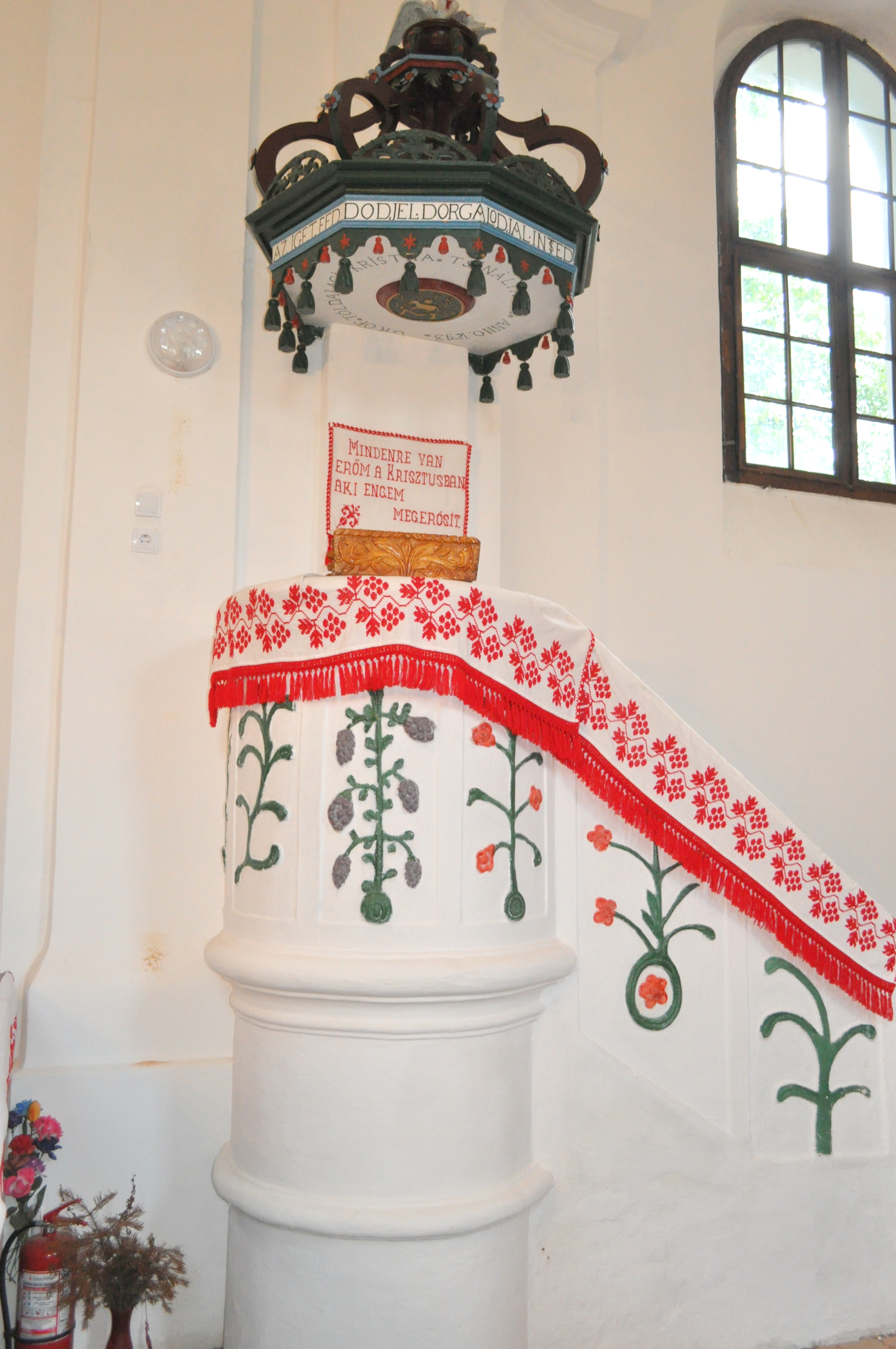
Biserica reformată din Moșuni (amvonul)
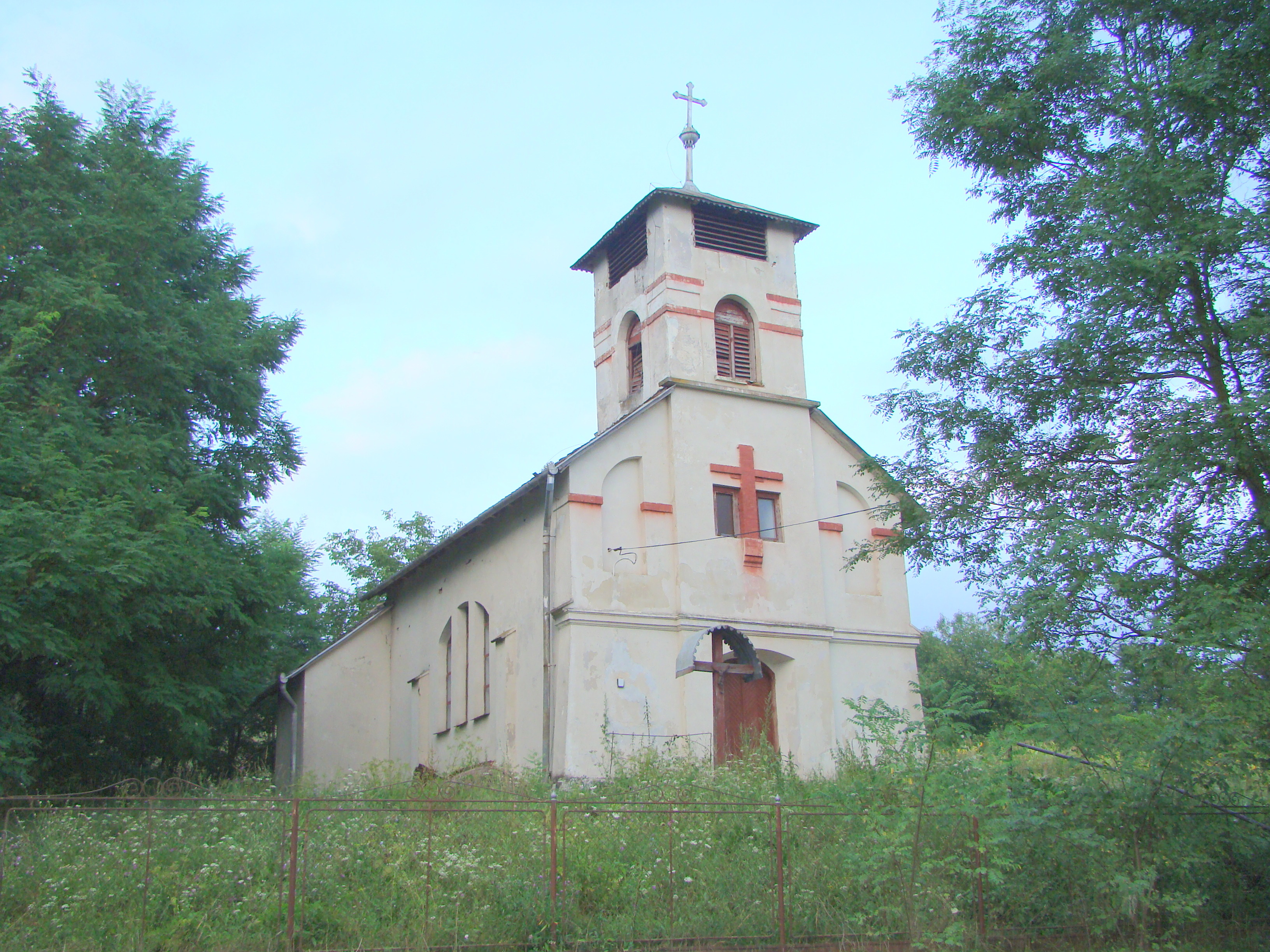
Biserica romano-catolică din Șardu Nirajului

## Orașe înfrățite
Orașul Miercurea Nirajului se află în relații de înfrățire cu două orașe europene. Aceste relații se concretizează printr-o permanență colaborare în plan economic, social, tehnic și cultural, prin schimburi de experiență, parteneriate între societățile comerciale, acțiuni organizate în comun.
- Mór, Ungaria
- Szerencs, Ungaria